# Râul Cimirnariu
Râul  Cimirnariu sau Râul Ciumârnar (în ucraineană Чимирнаріулій, transliterat: Cîmîrnariulii) este un curs de apă, afluent al Râului Falcău. Râul izvorăște în Ucraina, din Vârful Tomnatic (Ciumârnar), de 1176 m, aproape de izvorul Râului Zubrineț, și după ce trece frontiera cu România se varsă în Râul Suceava, în amonte de localitatea Falcău.

## Hărți
- Harta județului Suceava